# Torfowiec brodawkowaty
Torfowiec brodawkowaty (Sphagnum papillosum Lindb.) – gatunek mchu z rodziny torfowcowatych (Sphagnaceae).

## Rozmieszczenie geograficzne
Występuje w Europie, Chinach, Japonii, Ameryce Północnej (w tym Grenlandii).
W Europie rośnie od Norwegii, Szwecji, Finlandii i północnej Rosji na północy po Azory, Hiszpanię, Francję, Włochy, Grecję i Bułgarię na południu. W Rosji jest obecny prawdopodobnie także w jej kontynentalnych obszarach arktycznych. Jego zasięg południkowy rozciąga się od Islandii na zachodzie po Ural na wschodzie. W górach, poza Uralem, występuje m.in. w Alpach (do wysokości 2000 m n.p.m.) i Górach Dynarskich. Znany jest również z Wysp Brytyjskich.
W Polsce rośnie na terenie całego kraju, na ogół na mocno rozproszonych stanowiskach. Liczne stanowiska znane są z Pojezierza Południowobałtyckiego w obrębie województwa pomorskiego oraz z Wyżyny Małopolskiej i Śląsko-Krakowskiej. Występuje także w Tatrach, gdzie osiąga wysokość 1500 m n.p.m.

## Morfologia i anatomia

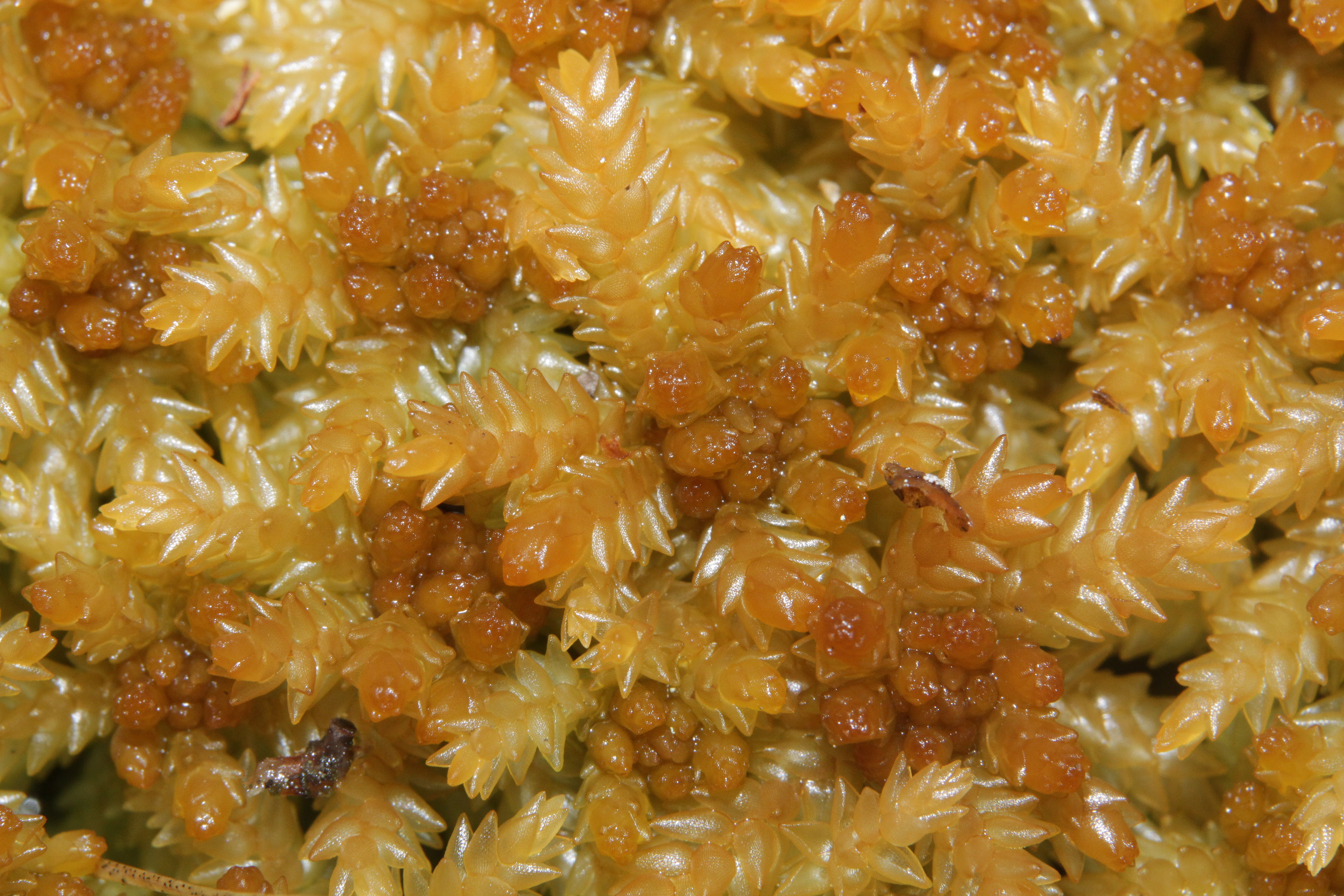
Główki torfowca brodawkowatego

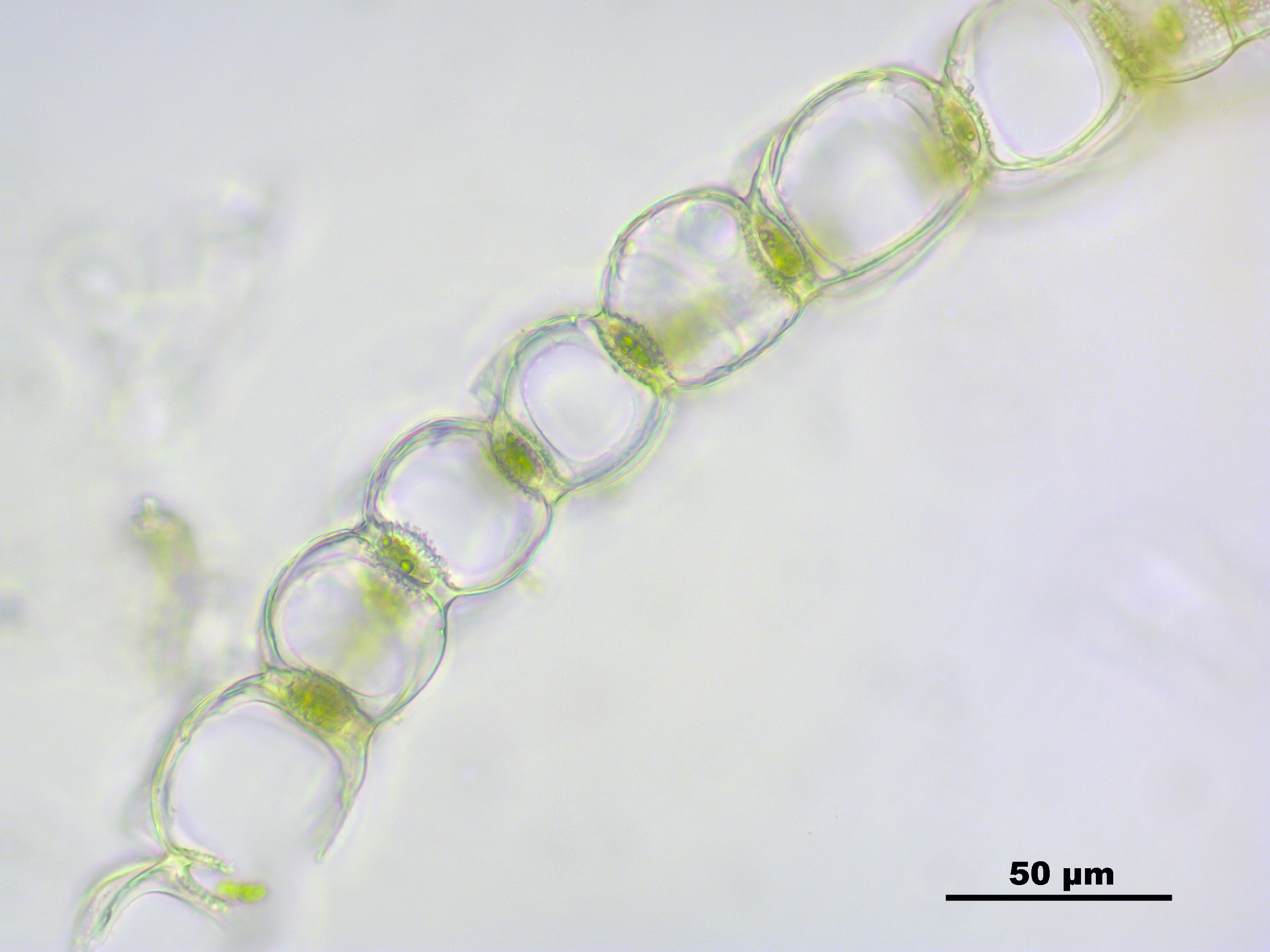
Przekrój przez listek; na ściankach komórek wodnych na styku z komórkami chlorofilowymi widoczne gęste brodawki (po powiększeniu zdjęcia)

PokrójTorfowiec duży i masywny, z raczej krótkimi, grubymi i nastroszonymi gałązkami, tworzący darnie koloru jasnobrązowego (typowy), zielonawoochrowobrązowego do żółtawego, zielonkawego lub zielonego, nigdy czerwonawego; główki czasami ciemniej zabarwione, wtedy brązowe.
GłówkiDuże, przeważnie zbite, spłaszczone do kulistych. Młode gałązki budujące główkę są najczęściej krótkie, tępo zakończone, częściowo wzniesione, z niekiedy nastroszonymi listkami, przez co sama główka wygląda na nastroszoną.
PęczkiZazwyczaj z czterema gałązkami, z których najczęściej dwie są gałązkami odstającymi, często krótkimi i tępo zakończonymi, a dwie gałązkami zwisającymi, które są raczej krótkie. Czasami, u form rosnących w cieniu, gałązki odstające mogą stopniowo zwężać się ku końcowi.
ŁodyżkiGrube, ciemnobrązowe do czarnobrązowych. Kora zbudowana jest z dobrze rozwiniętych trzech lub czterech warstw rozdętych komórek, wzmocnionych delikatnymi spiralnymi listewkami. W pokroju mieni się szarawo i wygląda na luźno zaczepioną na łodyżce. Kora łodyżek gałązkowych jest silnie listewkowana, najczęściej z jednym porem na komórkę w ścianie zewnętrznej. Cylinder wewnętrzny jest ciemnobrązowy do czarnego. U populacji rosnących w miejscach zacienionych cylinder wewnętrzny może być zielonkawy.
Listki łodyżkoweDuże, prostokątne, nieco łopatkowate, raczej płaskie, wzniesione, zwisające lub odstające. Komórki wodne są jednodzielne i regularnie listewkowane.
Listki gałązkoweDuże, do 1,9 mm, jajowate, mocno wklęsłe, z kapturkowatym szczytem, zazwyczaj nieco odstające, ale nigdy nastroszone. Komórki wodne po stronie grzbietowej są silnie wypukłe w przekroju poprzecznym i mają od jednego do trzech porów w środkowej części listka, po stronie brzusznej są słabo wypukłe w przekroju poprzecznym i nie mają porów. Wewnętrzne ściany komisuralne są pokryte brodawkami. Komórki chlorofilowe w przekroju poprzecznym są stosunkowo małe, owalne do beczułkowatych, o grubych ścianach po obu stronach listka, bardziej otwarte po stronie brzusznej liścia.
Gatunki podobneMoże być mylony z innymi gatunkami z podrodzaju Sphagnum, np. z torfowcem pokrewnym (Sphagnum affine), torfowcem błotnym (Sphagnum palustre), a także z torfowcem szorstkim (Sphagnum compactum) z podrodzaju Rigida.
Od torfowca pokrewnego torfowiec brodawkowaty różni się zakończeniem gałązek odstających, które u tego pierwszego zwężają się ku końcowi, u drugiego są najczęściej tępo zakończone. U S. affine ściany komisuralne (styczne z komórkami chlorofilowymi) komórek wodnych mają co najwyżej słabo widoczne blaszki, u S. papillosum natomiast mają wyraźne brodawki. Torfowiec pokrewny ma wąsko trapezowe lub trójkątne komórki chlorofilowe w przekroju poprzecznym listka gałązkowego, torfowiec brodawkowaty zaś owalne.
Od torfowca błotnego różni się, podobnie jak w przypadku torfowca pokrewnego, zakończeniem gałązek, ale także ich długością. U S. palustre są one stosunkowo długie i stopniowo zwężają się ku końcowi. Oba gatunki odróżnić można także po barwie. Podczas gdy u torfowca brodawkowatego typowym kolorem główek jest jasnobrązowy, tak torfowiec błotny ma je najczęściej zielone, żółte, pomarańczowawe lub częściowo brązowe. U S. palustre wewnętrzne ściany komórek wodnych listków gałązkowych sąsiadujące z komórkami chlorofilowymi są całobrzegie, nie brodawkowate.
W przypadku torfowca szorstkiego cechy, które pozwalają go odróżnić od torfowca brodawkowatego, są typowe dla różnic pomiędzy podrodzajami Rigida i Sphagnum. U S. compactum komórki kory nie są wzmocnione spiralnymi listewkami. Sama kora z kolei u torfowca szorstkiego jest wąska, podczas gdy u torfowca brodawkowatego dość szeroka, dostrzegalna gołym okiem w terenie lub przy pomocy lupy. Listki łodyżkowe u S. compactum są małe, do 0,8 mm długości, i trójkątne, u S. papillosum są duże, do 2 mm długości, i łopatkowate.
Może być także mylony z torfowcem środkowym (Sphagnum centrale) i torfowcem magellańskim (Sphagnum magellanicum).

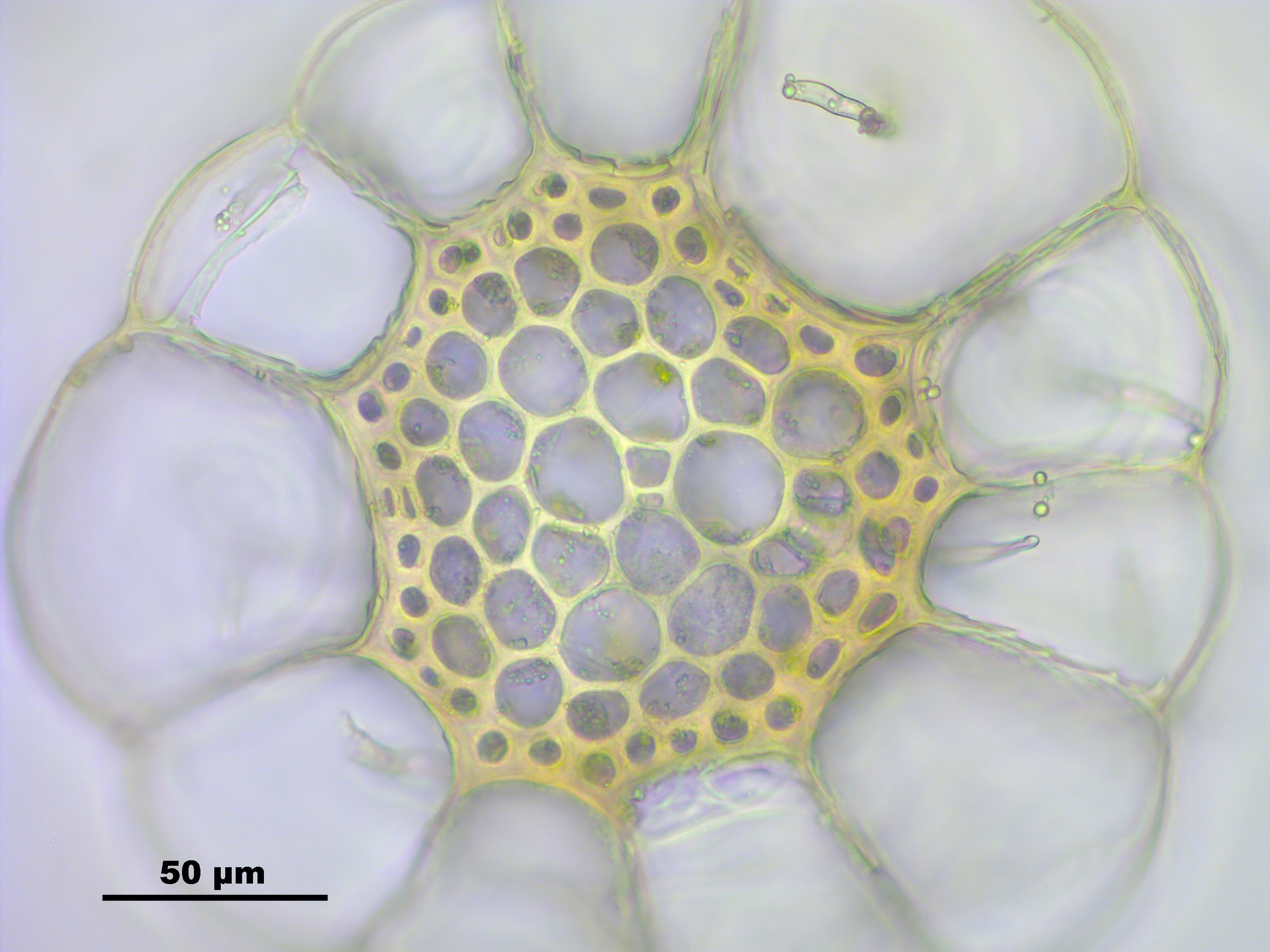
Przekrój poprzeczny przez łodyżkę gałązkową
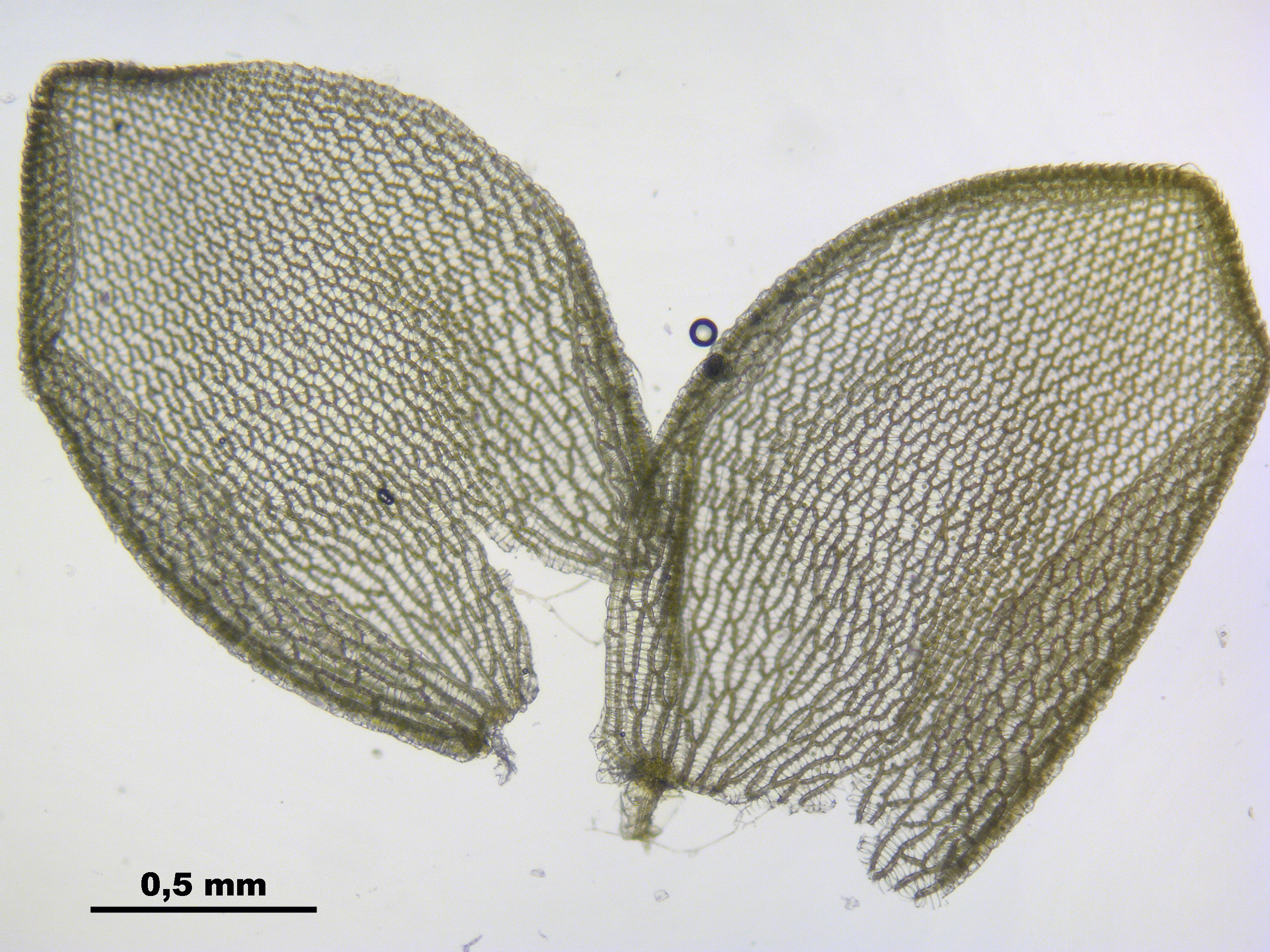
Listki gałązkowe
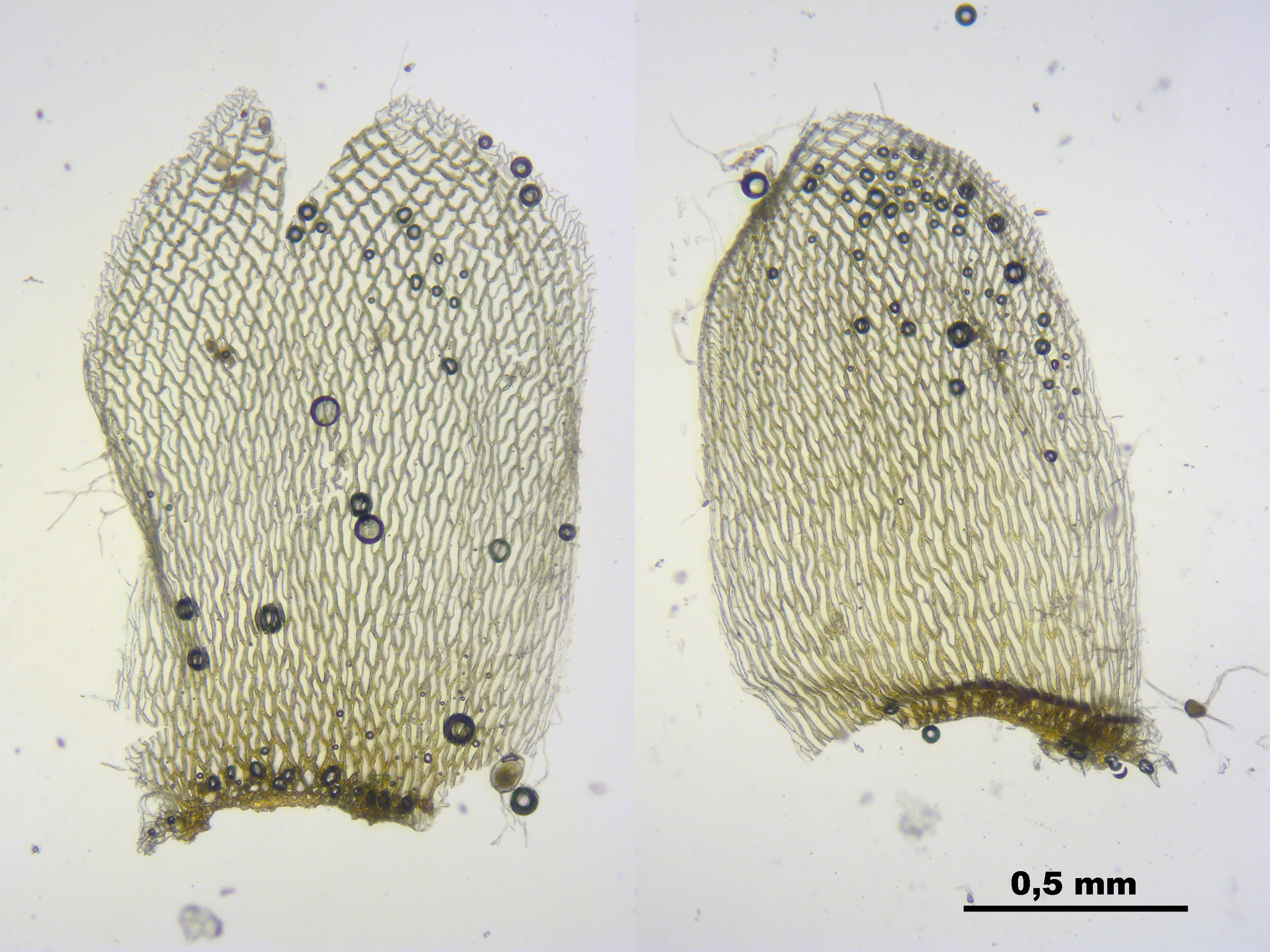
Listki łodyżkowe

## Ekologia i biologia
Występuje na torfowiskach wysokich i przejściowych, w miejscach odsłoniętych. Rośnie w obrębie torfowisk zwykle lokalnych obniżeniach i w strefie przejściowej między dolinkami i kępami. Znajdowany był także na mokrych wrzosowiskach i zakwaszonych torfowiskach niskich. W Europie Środkowej rośnie najczęściej w zbiorowiskach wysokotorfowiskowych z klasy Oxycocco-Sphagnetea i uważany jest za gatunek charakterystyczny dla rzędu atlantyckich mokrych wrzosowisk Erico-Sphagnetalia papillosi (Sphagno-Ericetalia) z tej klasy. Poza tym występuje z zbiorowiskach z klasy Scheuchzerio-Caricetea fuscae. 
Z roślin naczyniowych często towarzyszy: wrzoścowi bagiennemu Erica tetralix, sitowi sztywnemu Juncus squarrosus i wełnianeczce darniowej Trichophorum cespitosum, a z mchów: płonnikowi cienkiemu Polytrichum strictum i torfowcom: kończystemu Sphagnum fallax, magellańskiemu S. magellanicum, Dusena S. majus, czerwonawemu S. rubellum i pogiętemu S. flexuosum. 

## Ochrona
Torfowiec ten w skali Europy nie jest zagrożony – ma status gatunku najmniejszej troski (LC). W uzasadnieniu oceny wskazano na rozległy zasięg i liczne występowanie, aczkolwiek degradacja siedlisk z pewnością powoduje zmniejszanie jego zasobów, zwłaszcza w południowej części zasięgu.
Gatunek jest objęty w Polsce ochroną prawną od 2001 roku. W latach 2001–2004 podlegał ochronie częściowej, w latach 2004–2014 ochronie ścisłej, a od 2014 roku ponownie objęty jest ochroną częściową, na podstawie Rozporządzenia Ministra Środowiska z dnia 9 października 2014 r. w sprawie ochrony gatunkowej roślin.